# Registro de Víctimas de Esterilizaciones Forzadas (REVIESFO)
El Registro de Víctimas de Esterilizaciones Forzadas (REVIESFO) es un registro aplicado y coordinado por el Ministerio de Justicia y Derechos Humanos de Perú desde el 2016. Su finalidad fue conocer y atender integralmente a las víctimas y posibles personas afectadas por la esterilización quirúrgica sin consentimiento en diversas partes del Perú,  por la aplicación masiva del denominado Programa Nacional de Salud Reproductiva y Planificación Familiar (PNSRPF) entre 1995 y 2001.

## Marco legal
El REVIESFO fue creado a partir del decreto supremo D.S. 006-2015-JUS, promulgado el 6 de noviembre del 2015. Fue promulgado por el Poder Ejecutivo, para ser ejecutado por el Ministerio de Justicia y Derechos Humanos (MINJUSDH). El decreto se basó en las siguientes leyes:
- Artículo 44 de la Constitución Política de 1993: La prioridad del Estado debe ser garantizar la protección de los derechos humanos.
- Artículo 139 de la Constitución Política de 1993: El Estado está obligado a brindar defensa gratuita a las personas de bajos recursos económicos.
- Ley de Organización y Funciones del Ministerio de Justicia y Derechos Humanos: El MINJUSDH debe elaborar políticas públicas que protejan a las personas en situación de vulnerabilidad.

## Proceso
El decreto supremo estableció de interés nacional la atención integral de las víctimas de esterilizaciones forzadas, para lo que debía hacerse un registro en todo el país de las mismas. De este modo, tendrían acceso a asistencia legal gratuita, a formular denuncias, a la atención integral de salud por medio del SIS, y a atención psicológica y acompañamiento social por medio de los CEM. Luego, se promulgó la resolución ministerial Nº 0319-2015-JUS en 2015, para establecer el procedimiento de inscripción en el REVIESFO y el modelo único de ficha de inscripción. También, señala la implementación progresiva del REVIESFO. En enero del 2016, la resolución ministerial Nº 001-2016-JUS indica el inicio del cronograma de la implementación. La aplicación incluyó las campañas itinerantes.

### Etapas de implementación

##### Primera etapa de implementación
Fue establecida con la resolución ministerial N° 0001-2016-JUS, del 8 de enero de 2016. Comprendió la creación entre enero y marzo del mismo año, de las Direcciones Distritales de Defensa Pública y Acceso a la Justicia en los departamentos de Cusco, Cajamarca, Piura, Huancavelica y Lima Este.

##### Segunda etapa de implementación
Fue aprobada con resolución ministerial N° 0161-2016-JUS, en julio del 2016.
Implicó la creación de Direcciones Distritales de Defensa Pública y Acceso a la Justicia en los departamentos de Ayacucho, Lima Centro, Lima Sur y San Martín.

##### Tercera etapa de implementación
Se aprobó con la resolución ministerial N° 0157-2017-JUS del 26 de junio del 2017. Se aplicó en las regiones de La Libertad, Huánuco, Junín, Moquegua, Apurímac, Ucayali, Loreto, Ancash, y el distrito de Ventanilla de la región Callao, entre agosto y noviembre del 2017.

## Lugares de aplicación
La aplicación está a cargo de la Dirección de Asistencia Legal y Defensa de Víctimas del Minjus, por medio del servicio de Defensa Pública.
Las víctimas han sido principalmente de la zona andina del país. El registro se ha hecho por medio de campañas itinerantes. Las regiones donde se ha hecho registro de las víctimas han sido Cusco, Ayacucho, Junín, Huánuco, Huancavelica, Moquegua, Cajamarca, San Martín, la sierra de Piura, la sierra de La Libertad y Lima. Las 21 campañas itinerantes hechas fueron en los siguientes lugares de cada región:
- Moquegua: Omate
- Cusco: Paucartambo, Anta, Quispicanchis, Sicuani, Chumbivilcas
- Ayacucho: Huanta, Vilcashuamán
- Huancavelica: Tayacaja, Acobamba
- Junín: Tarma, Satipo
- Huánuco: Dos de Mayo, Leoncio Prado
- La Libertad: Otuzco, Santiago de Chuco
- San Martín: Rioja, Picota
- Cajamarca: Chota
- Piura: Huancabamba